# Linopherus reducta
Linopherus reducta är en ringmaskart som först beskrevs av Kudenov och Blake 1985.  Linopherus reducta ingår i släktet Linopherus och familjen Amphinomidae. Inga underarter finns listade i Catalogue of Life.